# Миланези, Гаэтано
Гаэтано Миланези (итал. Gaetano Milanesi; 9 сентября 1813, Сиена — 11 марта 1895, Сиена) — итальянский историк искусства. Известен аннотированным редактированием наследия знаменитого историографа Джорджо Вазари и документов по истории искусства из итальянских архивов.

## Биография
Гаэтано Миланези родился в 1813 году в Сиене. В родном городе изучал право, он вместо юридической карьеры обратился к истории искусства. С 1842 года он сотрудничал в журнале «Антология» (L’Antologia), а также стал секретарём Итальянских исторических архивов (Archivio Storico Italiano). В 1845 году вместе с братом Карло Миланези (1816—1867), доминиканцем Винченцо Маркезе (1808—1891) и Карло Пини (1806—1879) основал «Общество любителей изящных искусств» (Società di Amatori delle Belle Arti), которое существовало с 1846 по 1879 год.
В 1870 году вышло научное издание «Жизнеописаний наиболее знаменитых живописцев, ваятелей и зодчих» Джорджо Вазари. Миланези исследовал текст и прокомментировал ошибки Вазари. Второе исправленное издание было опубликовано между 1878 и 1885 годами.
В 1848 году Миланези стал инспектором флорентинской Академии изящных искусств. В 1856 году был принят членом филологической Академии делла Круска и переехал во Флоренцию. В 1858 году он был назначен заместителем директора Тосканского государственного архива во Флоренции (Archivio di Stato). В 1889 году стал директором государственного архива и вышел в отставку в 1892 году. В 1885 году он был избран ассоциированным членом Королевской академии Бельгии.
Гаэтано Миланези скончался в 1895 году в городе Флоренции.
Помимо издания Вазари, Гаэтано Миланези опубликовал письма Микеланджело (Lettere di Michelangelo Buonarotti, Флоренция, 1875), «Трактат о живописи» Ченнино Ченнини (Trattato della pittura) и документы по истории искусства из архивов Сиены, Орвието и Флоренции. Своей деятельностью Миланези оказал большие услуги истории искусств и сделал известными обстоятельства жизни многих итальянских художников.

## Основные публикации
- Storia della miniatura italiana: con documenti inediti. Firenze: Le Monnier, 1850.
- Nuove indagini con documenti inediti per servire alla storia della miniatura italiana. Firenze, s.n., 1850.
- Cennino d’Andrea Cennini. Il libro dell’arte o Trattato della Pittura, a cura di Gaetano Milanesi e Carlo Milanesi. Firenze: Le Monnier, 1859.
- Sulla storia dell’arte toscana: scritti vari. Siena: L. Lazzeri, 1873.
- Di Cafaggiolo e d’altre ceramiche in Toscana. Bologna: Forni, 1902.